# Ablie Jagne
Ablie „Lie“ Jagne (* 1953; † 23. Dezember 2015) war ein gambischer Fußballspieler, der als Verteidiger für Real de Banjul und die Gambische Fußballnationalmannschaft spielte.
Jagne starb 62-jährig.